# Georg Friedrich Fuchs
Georg Friedrich Fuchs, auch Georges Frédéric Fuchs (* 3. Dezember 1752 in Mainz; † 9. Oktober 1821 in Paris), war ein deutscher Klarinettist, Komponist und Dirigent.

## Leben
Georg Friedrich Fuchs, aus einer Klarinettistenfamilie stammend, erlernte in seiner Jugend das Spiel von Klarinette, Fagott und Horn, bevor er Mitglied verschiedener Militärkapellen wurde. Fuchs war ein Kompositions-Schüler von Johann Christian Cannabich und ungesicherten Quellen zufolge auch von Joseph Haydn. In Zweibrücken war er Leiter des Militärmusikkorps und betätigte sich als Instrumentallehrer und Komponist. 1784 übersiedelte er nach Paris und war dort als Musiker und Komponist tätig. 1793 erhielt er einen höheren Rang in der Musikkapelle der Garde nationale und wurde in der Garde Lehrer „Erster Klasse“ für Notenlehre und Klarinette. 1795, nach der Gründung des Pariser Konservatoriums im selben Jahr, begann er dort die gleichen Fächer zu unterrichten, bis im Jahr 1800 sein Posten durch Stellenstreichungen verloren ging. Fuchs schrieb zumeist für Blasinstrumente, häufig  unter Einbeziehung der Klarinette als Soloinstrument. Nach seiner Entlassung verdiente er sich durch Arrangements und Kompositionen für den Tagesbedarf seinen Lebensunterhalt. Seine Werke wurden bei verschiedenen Pariser Verlegern gedruckt, darunter Jean-Jérôme Imbault, François-Joseph Naderman und Jean-Georges Sieber.

## Werke (Auswahl)

### Werke für Orchester
- Sinfonia concertante Es-Dur für Klarinette, Horn und Orchester

### Werke für Blasorchester
- 1792 Le Siège de Lille
- 1793 Le Siège de Thionville
- 1793 La Bataille de Gemmapes et la prise de la ville de Mons
- 1794 Ouverture du Camp de Grand-Pré
- 1794 Airs du Camp de Grand-Pré
  1. Dieu de peuple – Poco Larghetto
  2. Vous gentilles fillettes – Allegretto
  3. Les habitans de ces boccages – Andantino
  4. Dans le temps de notre jeunesse – Andante
  5. Qu’une fete ici sapprete – Marche
  6. Que devient l’ardeur intrepide – Allegretto
  7. A peine sur ces monts – Grave – Allegro – Largo
- La Bataille de Marengo

### Kammermusik
- 1803–1805 Sechs Trios für 3 Klarinetten
- Quartett in B-Dur für Klarinette, Violine, Viola und Violoncello
  1. Allegro non troppo
  2. Adagio
  3. Rondo. Allegro
- Trio Concertant in g-moll op.64 No.3. für Klarinette, Violine, Violoncello
- Drei duos op. 19 für Flöte und Klarinette